# Aprosictus intricatus
Aprosictus intricatus är en skalbaggsart som beskrevs av Blackburn 1889. Aprosictus intricatus ingår i släktet Aprosictus och familjen långhorningar. Inga underarter finns listade i Catalogue of Life.